# Lerchenhub
Lerchenhub ist ein Gemeindeteil der Stadt Dorfen im oberbayerischen Landkreis Erding.

## Lage
Die Einöde Lerchenhub liegt einen Kilometer nordöstlich des Stadtzentrums von Dorfen. Sie liegt 200 m westlich der Trasse der ehemaligen Bahnstrecke Dorfen–Velden und dem heutigen Isen-Vilstal Radweg, einem etwa 116 Kilometer langen Radwanderweg im Tal der Isen und der Vils von Dorfen bis Vilshofen an der Donau. Außerdem liegt sie an einem namenlosen Bächlein, das durch zwei Weiher zum Wöllinger Bach fließt, der auch Eibacher Bächlein genannt wird.

## Geschichte

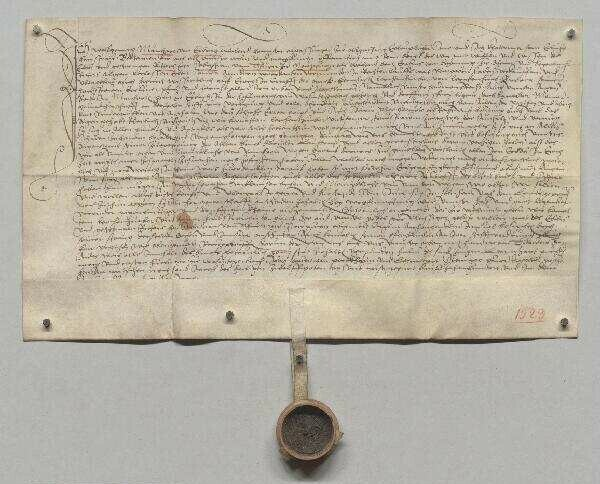
Verkauf des Mänhartguts an Leonhard Lerchenhuber von Lerchenhub, Juli 1523

Leonhard Lerchenhuber von Lerchenhub erwarb im Juli 1523 mit Wissen des Ritters Sebastian von Turn zu Neubeuern das Baumannsrecht und Eigentum im Mänhartgut zu Eibach.

## Bevölkerungsentwicklung
Um 1871 gab es in Lerchenhub fünf Einwohner. Im Mai 1987 lebten dort sechs Einwohner in einem Wohngebäude.
| Jahr      | 1871 | 1925 | 1950 | 1970 | 1987 |
| Einwohner | 2    | 10   | 16   | 5    | 6    |